# 加莱什尼亚克岛
43°58′41.24″N 15°23′1.14″E / 43.9781222°N 15.3836500°E

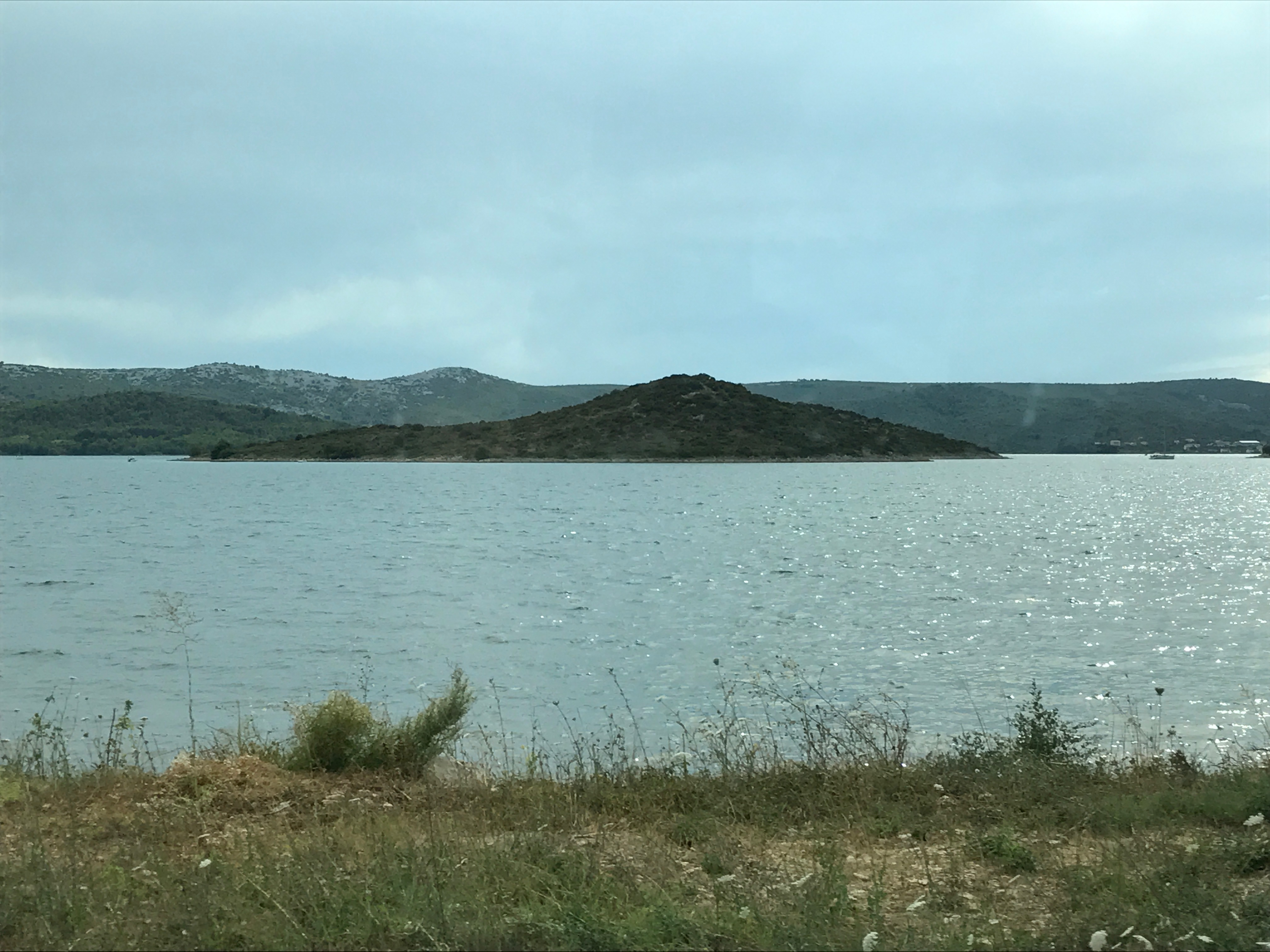

加莱什尼亚克岛也称情人岛，位于克罗地亚西部亚得里亚海中，位于帕什曼岛与克罗地亚大陆之间，是一座私人岛。该岛因呈心形而闻名于世。全岛面积为14.2万平方米。2023年，島主準備出售4万平方米土地，价格为1300万欧元。